# Domnica Filimon-Stoicescu
Domnica Filimon-Stoicescu (n. 9 septembrie 1928, București) este un critic, istoric literar și editor de carte român.

## Biografie
S-a născut în familia ofițerului Gheorghe I. Filimon și a soției sale, Filofteea (n. Boldeanu), primind la naștere prenumele Domnica-Ana. A urmat școala primară la Focșani (1935-1937) și București (1937-1939), Liceele „Domnița Ileana” din București (1939-1942), „Despina Doamna” din Ploiești (1942-1945) și „Domnița Ileana” din Sibiu (1945-1947), apoi Facultatea de Filologie a Universității din București (1947-1951), la secția română. După absolvirea facultății a lucrat ca redactor la Editura de Stat pentru Literatură și Artă (1954-1957) și la Editura Tineretului (1957-1968), apoi ca șefă a secției proză – poezie – critică la Editura Albatros (1968-1983).
A desfășurat o activitate de editor de aproape patruzeci de ani, remarcându-se prin vocație, hărnicie și competență. în această calitate a prefațat și îngrijit ediții ale unor numeroase opere literare, contribuind la redarea către public a scrierilor lui Titu Maiorescu, Alexandru Odobescu, Nicolae Filimon, Ioan Slavici, Ion Creangă, Calistrat Hogaș, Anton Bacalbașa, George Coșbuc și Mihai Tican Rumano. În plus, a editat libretele operelor Rienzi, Olandezul zburător, Tannhăuser și Lohengrin ale lui Richard Wagner traduse în limba română de Șt. O. Iosif. O mare parte a activității sale a fost dedicată operei maioresciene; a îngrijit ediții din Critice (considerate de criticul Z. Ornea ca ireproșabile sub raport filologic) și, în colaborare cu Georgeta Rădulescu-Dulgheru, a editat Jurnalul și Epistolarul lui Maiorescu (I-IX, 1975-1989) și seria Opere (I-IV, 1978-1988). S-a ocupat începând din 1974 de seria „Contemporanul nostru” de la Editura Albatros.
A debutat în presă în Viața Românească (1956), colaborând cu articole, cronici și versuri în revistele Steaua, Cronica, Săptămâna, Secolul 20, Convorbiri literare etc. A publicat trei monografii literare foarte apreciate: micromonografia Emil Gârleanu (1968), în care trasează un profil literar nuanțat și exact al scriitorului, fără a-l ironiza sau supraevalua, monografia Tânărul Maiorescu (1974), în care reconstituie documentar biografia spirituală a unui „tânăr cărturar de excepție, singular în epocă, adevărat erou al unui bildungsroman”, și Minunata călătorie a Selmei Lagerlöf în lumea lui Nils Holgersson (1988), o biografie și, în același timp, un eseu literar în care a încercat să prezinte locul ocupat de prozatoarea suedeză în cadrul literaturii pentru copii. Activitatea ei neobosită la editarea operei lui Titu Maiorescu a fost recunoscută prin acordarea Premiului „Perpessicius” al revistei Manuscriptum (1985).

## Opera
- Emil Gârleanu, Ed. Tineretului, București, 1968;
- Tânărul Maiorescu, Ed. Albatros, București, 1974;
- Minunata călătorie a Selmei Lagerlöf în lumea lui Nils Holgersson, Ed. Albatros, București, 1988.